# Споменик 26 смрзнутих партизана
|  | Овај чланак је део чланка о Споменицима посвећеним Народноослободилачкој борби 1941—1945. |

Споменик „26 смрзнутих партизана“ на Матић пољани (Горски котар) је спомен-подручје уређено у част 26 бораца Друге бригаде Тринаесте приморско-горанске дивизије НОВЈ, који су се услед екстремно ниских температура смрзнули током марша у ноћи са 19. на 20. фебруар 1944. године. Аутор спомен—подручја је архитекта Зденко Сила.
Друга бригада Тринаесте приморско-горанске дивизије пробијала се с подручја Дрежнице преко Јасенка и Мркопља на маршу дугом 52 километра. Током ноћи са 19. на 20. фебруар 1944, услед неповољних временских услова и екстремно ниских температура током марша је од озеблина преминуло 26 партизана; 150 осталих је преживело ноћ, али с трајним последицама од озеблина. Велик део њих је касније умро у стационарима и болницама од последица хладноће и смрзавања.
Споменик се састоји од 26 стубова од грубо обрађеног камена кречњака, који симболизују 26 смрзнутих партизана. Аутор је за изглед споменика добио инспирацију на оближњим пољанама по којима је разасуто камење које се издиже из травнате површине. Од 1962. године се сваке године на том месту одржава Меморијал 26 смрзнутих партизана, који је 2004. године преименован у Меморијал мира.